# アイネスフクヤマ
アイネス フクヤマ（ines FUKUYAMA）は、広島県福山市東桜町にある商業・住居複合ビル。2011年3月に完成した。

## 概要
JR福山駅の南側、福山市東桜町において「東桜町第1種市街地再開発事業」により建設された複合ビルである。
アイネスが建設する前、同所には「福山繊維ビル」があった。アイネスは、繊維ビルの老朽化に伴う再開発ビルとして建設されたものである。総事業費約125億円のうち、約48億円を国や広島県と福山市が補助して建設された。
施設は商業施設やオフィス、医療モール、自走式立体駐車場、分譲マンションなどで構成される。ホテル棟とマンション棟のツインタワーとなっていて、地下1階から地上2階部分が30区画の商業フロアとなっている。住宅棟は「フローレンス福山ローズタワー」という約102mの超高層ビルである。これは、備後地方随一の高さ。ホテル棟も高さは備後地方第4位の約62mとなる。なお、ホテル棟にはリッチモンドホテルチェーンののリッチモンドホテル福山駅前が入居。地下部は既存の駅前地下道や市営駐車場と接続する。
施設名の｢ines｣は旧繊維ビルに由来し、「seni（繊維）」を逆から並べたもの。建物が新しくなっても繊維ビルの名前を忘れまいとする思いが込められている。2008年（平成20年）9月21日に2,849通の応募の中から選ばれた。また、ビルの北側1階には｢繊維ビル跡地｣という石像が建立されている。

## 沿革
1961年（昭和36年）に完成した地場産業の繊維業界向けのビル「福山繊維ビル」の老朽化が問題となって1980年代から建て替え考想が持ち上がり、再開発組合が設立された。しかし、区分所有者の多さなどから困難を極め様々なプランは紆余曲折を経たが、再開発ビルの建設が決定した。
2008年（平成20年）夏に福山繊維ビルは取り壊され、その跡地に東桜町第1種市街地再開発事業として新ビルを建設、2011年4月1日に「アイネス フクヤマ」として開業した。
開業時、核店舗の食品スーパーや書店、ドラッグストアなどは開業せず21店舗でスタートした。また、当初3階の一角に総合メディカル株式会社による医療モール(680m2)として内科・眼科・耳鼻咽喉科・皮膚科・整形外科などの科目で募集が行われたが、クリニックの誘致が進まなかった。最終的に内科診療所と歯科診療所、それに調剤薬局の各1つを2階に配置するに留まった。開業後4ヶ月間の来店客数は、ほぼ見込み通りと発表されている。
医療ゾーンの1区画と、物販ゾーンの2階と地下1階の各々1区画は、同年6月時点でもなお出店者が未定の完全な空き店舗状態が続いていた。同年夏には駐車場を管理していたパスート24（本社：熊本県熊本市）が開業から半年ほどの時点で撤退し、日本パーキングに管理が移管される。そのため、アイネスの運営は必ずしも順調とはいえない状況となっていた。
2015年（平成27年）に入り、同一街区内のNHK福山放送会館が老朽化で閉鎖されることが決まったため、会館内に入居していたNHKカルチャー福山教室が2階のテナントとして移転開業したが、2022年3月で閉講となった。

## 課題
開業時の入居施設のうち、核店舗の食品スーパー・フレスタは隣接していた商業ビル「キャスパ」から、書店は福山ロッツからの移転である。それ以外の24店舗も、福山初出店は2店舗のみで、それ以外の22店は周辺からの移転だった。そのため、既存の市内の商業施設と完全に競合していた。
福山商工会議所会頭・林克士は「地元店の客がアイネスに移動するだけ。民需圧迫だ」 と批判。さらに中核店舗を奪われたキャスパが、アイネス開業翌年の2012年（平成24年）1月31日に閉鎖となった。またアイネスに店舗が移転した跡地が空き店舗のままとなると同時に、周辺の人通りが減少するなどした。

## 施設構成
※ 2020年(令和2年)9月現在
| 階数     | 施設名称 |
| -------- | --- |
| 16〜28階 | フローレンス福山ローズタワー（一般住宅） |
| 9〜16階  | フローレンス福山ローズタワー（一般住宅） リッチモンドホテル福山駅前（客室） |
| 8階      | フローレンス福山ローズタワー（一般住宅） リッチモンドホテル福山駅前（受付） |
| 7階      | フローレンス福山ローズタワー（一般住宅） |
| 5〜6階   | フローレンス福山ローズタワー（一般住宅） NPC福山駅前第2パーキング |
| 4階      | 三井住友海上火災保険 NPC福山駅前第2パーキング |
| 3階      | ワオコーポレーション（能開センター） NPC福山駅前第2パーキング（コインパーキング） |
| 2階      | サルヴァトーレ・クオモ アデランス 福山 アイ工務店 福山支店 HIS アイネス福山営業所 freedom NHK文化センター 福山教室 ほけんの窓口 アイネス内科クリニック アディーレ法律事務所 イーオン 福山校 ローズクリニック 本格洋服直し・キャラ 健康壱番館 ゼクシィ 福山相談カウンター |
| 1階      | パリゴ ヴェール LACOCO MEN'S LACOCO キムラヤのパン アイザワ証券 アウトドアファッション店入店予定 リッチモンドホテル福山駅前（エントランス） |
| 地下1階  | フレスタ おかず工房 アイネス店 アニメイト福山 スイッチボディー あいぽじゃん 駐輪場 |

### リッチモンドホテル福山駅前
会議室こそあるものの、レストランやバーなどの飲食施設や宴会場などは全くない宿泊特化型のビジネスホテル。
客室数は200室である。客室はダブルやツインのみで、主力の一人客にはダブルのシングルユースで対応している。

## ギャラリー

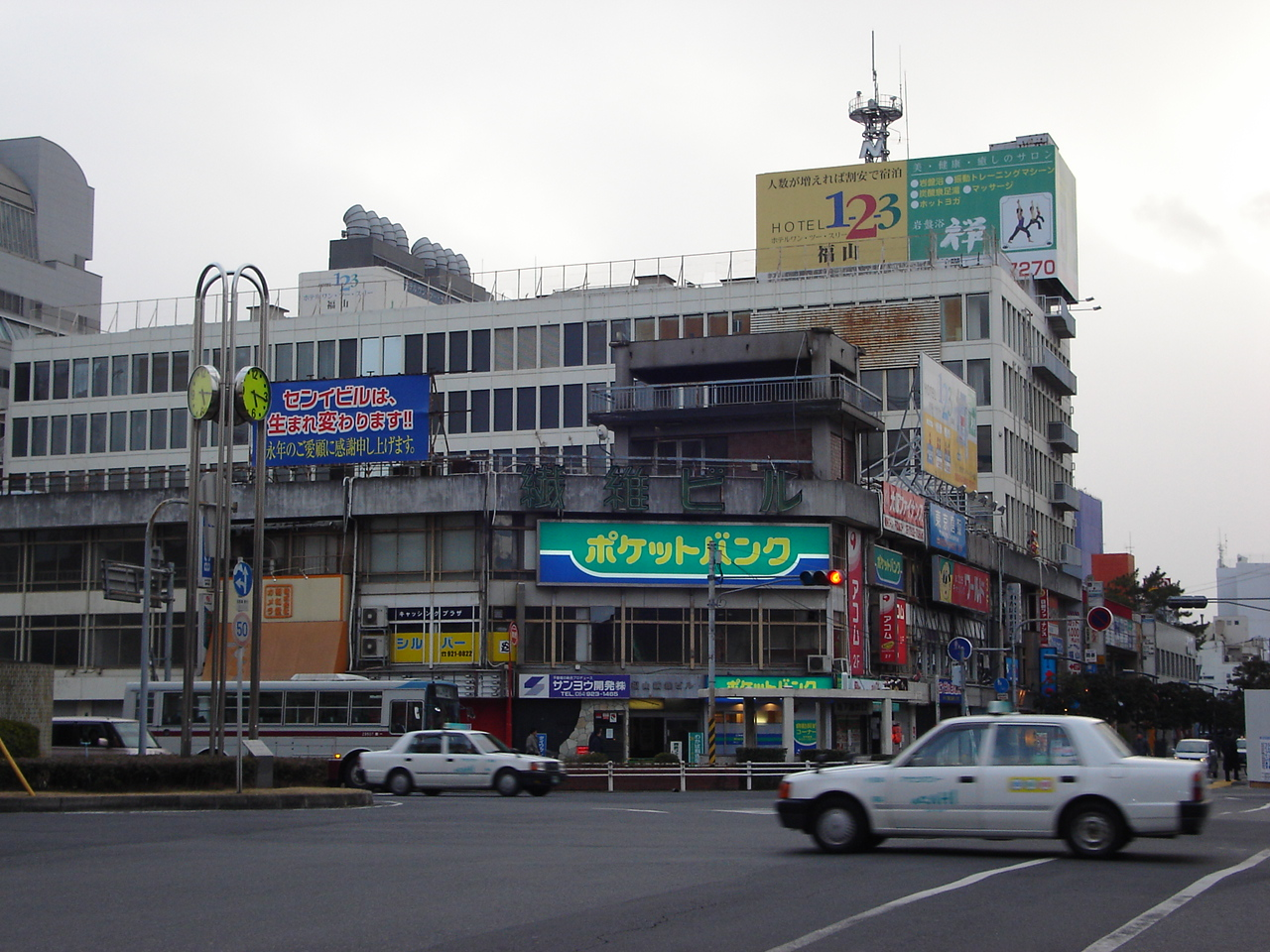
アイネスフクヤマとして再開発された旧繊維ビル（手前の2階建てのビル）
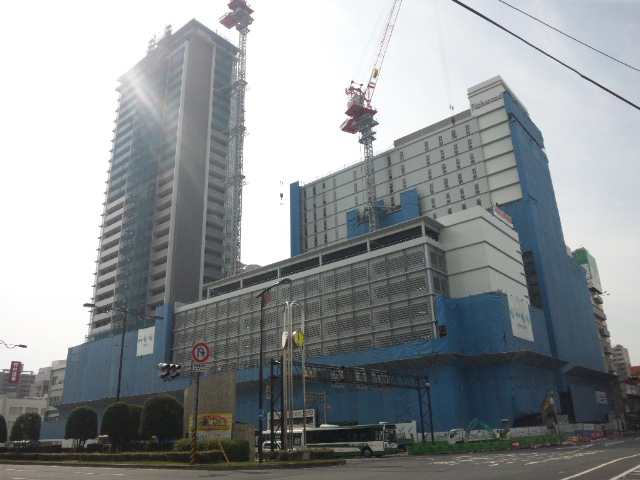
建設中（2010年10月）
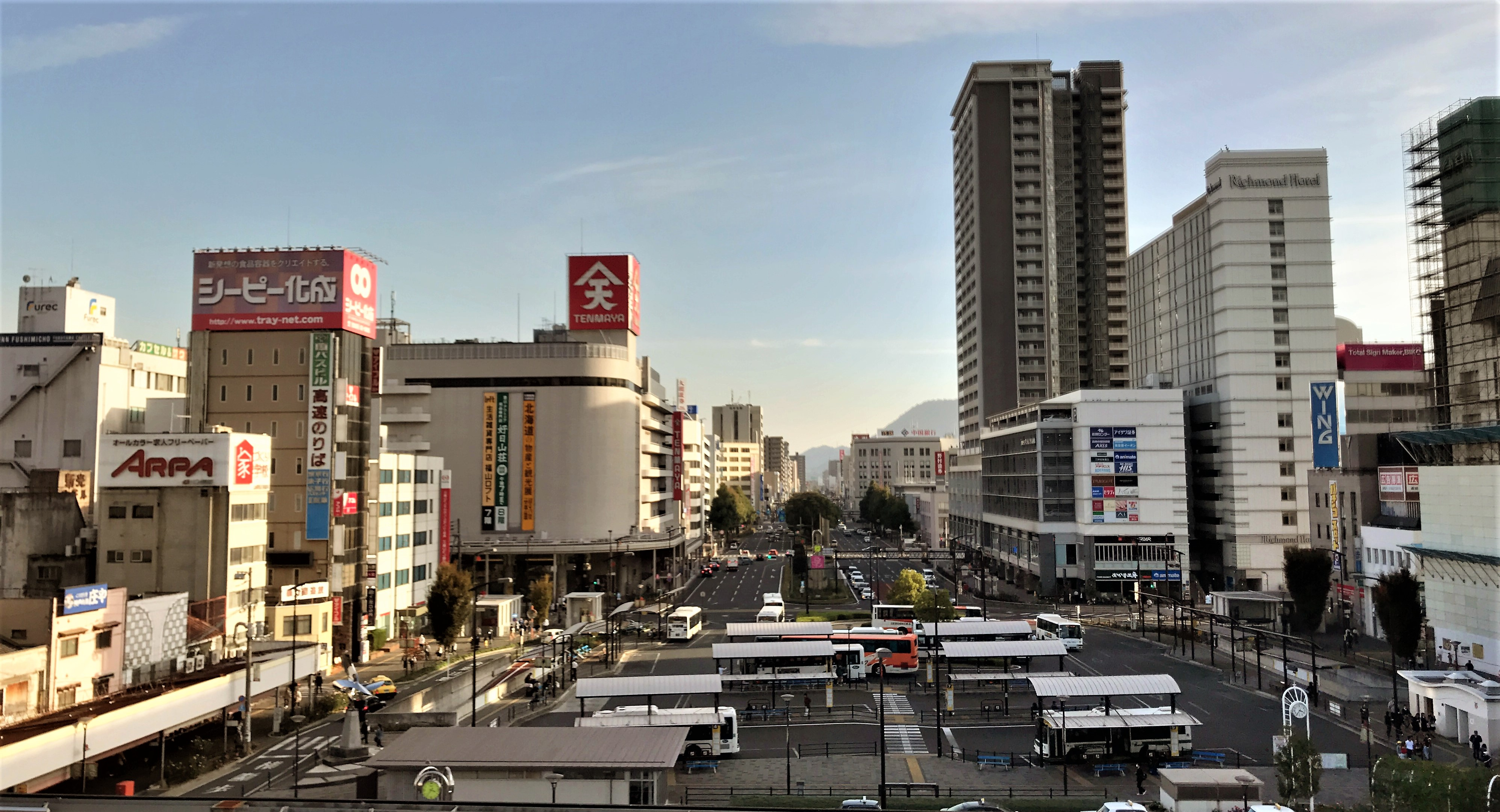
福山駅南口からみたアイネス福山（中央右手側）
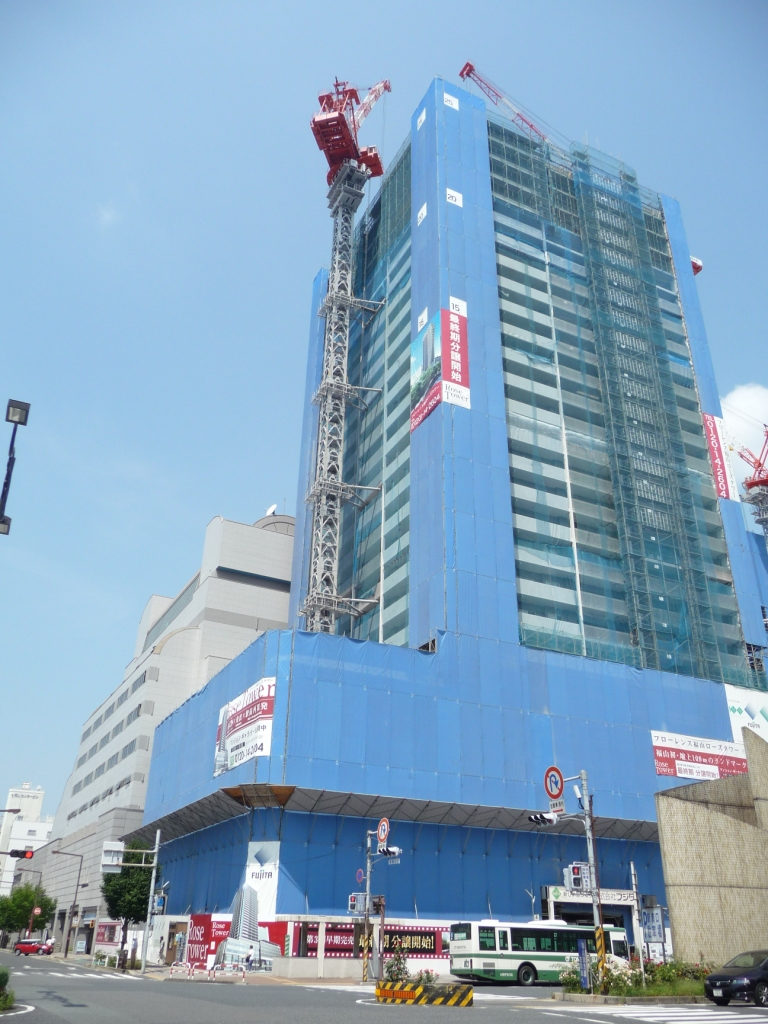
建設中の分譲マンション棟
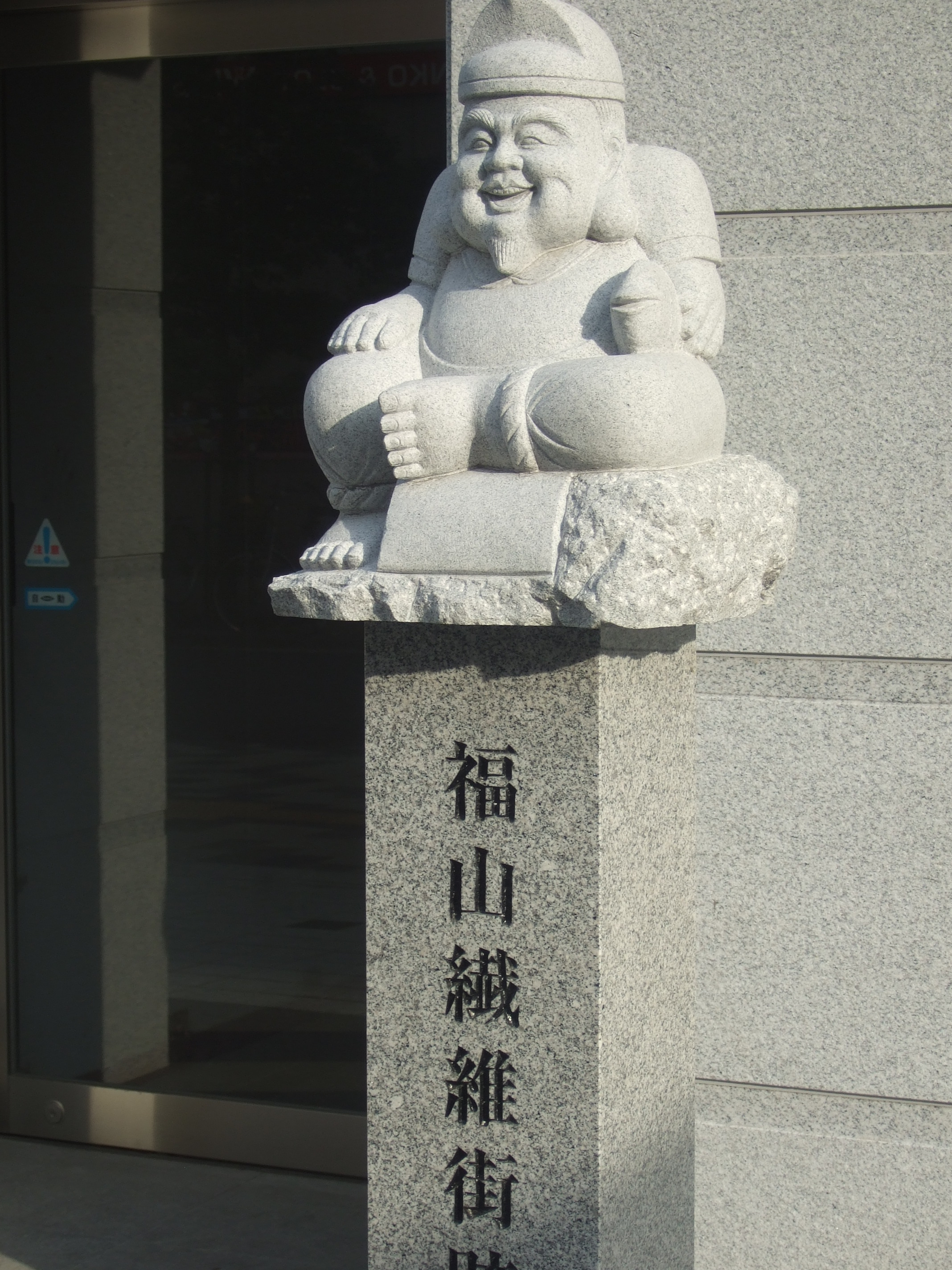
福山繊維ビル跡地を示す石像